# Stogodišnjica Prvog svjetskog rata
Stogodišnjica Prvog svjetskog rata obilježava se u brojnim europskim i drugim državama-sudionicama Velikoga rata u razdoblju između srpnja 2014. i studenoga 2018. godine u znanstvenoj zajednici, kulturnim krugovima te javnosti. Obilježavam se znanstvenim skupovima, predstavljanjima knjiga i radova na tematiku Prvog svjetskog rata, otvaranjem izložbi o samom ratu, njegovim posljedicama i životu tijekom rata, obnavljanjem spomenika žrtvama rata i podizanjem svijesti o važnostima posljedica oružanog sukoba koji je promijenio način ratovanja i iznjedrio Versajski poredak, jedan od uzroka Drugog svjetskog rata.
Stogodišnjicu Velikog rata obilježila je i Europska unija održavanjem sastanka premijera država-članica u belgijskom gradu Ypresu, jednom od simbola rata, te susretom državnika EU-a na Spomeniku sjećanja na nestale u Ypresu, a pridružili su joj se i Europska radiodifuzijska unija koja je organizirala koncert Bečke filharmonije u Sarajevu, mjestu pogiblje nadvojvode Franje Ferdinanda u režiji Gavrila Principa i srpske terorističke organizacije Crna ruka, ali i mjestu najdulje ratne opsade u suvremenoj povijesti tijekom Rata u Bosni i Hercegovini. Međunarodna humanitarna organizacija Crveni križ objavila je međumrežnu pismohranu sa zapisima, snimcima i osobnim predmetima više od 20 milijuna vojnika i civila u suradnji s međumrežnim projektom Europeana.

## Vanjske poveznice
- Europeana Zbirka 1914. – 1918.
- Stogodišnjica Prvog svjetskog rata  Arhivirana inačica izvorne stranice od 8. veljače 2014. (Wayback Machine) Katalog Carskog britanskog muzeja
- Stogodišnjica ANZAC-a Službene stranice australske vlade